# Ettore Nucci
Ettore Nucci (Arezzo, 20 dicembre 1836 – Arezzo, 16 marzo 1886) è stato un politico italiano.

## Biografia
Ricco possidente aretino, di professione avvocato, fu per molti anni consigliere comunale nella città toscana, ricoprendo anche la carica di assessore. Il 4 gennaio 1882 assunse le funzioni di sindaco dopo la rinuncia dell'assessore anziano Antonio Benci, che reggeva il comune a seguito dell'improvvisa morte del primo cittadino Adalindo Tanganelli il 15 dicembre 1881.
Il 16 aprile 1882 venne nominato sindaco di Arezzo con Regio decreto, poi riconfermato il 27 agosto per il triennio 1883-1885. Nucci rassegnò le dimissioni nel gennaio 1883, lasciando l'incarico all'assessore Antonio Benci, ma ritirò le stesse pochi giorni dopo, il 12 gennaio, rientrando però a presiedere il consiglio comunale nel mese di febbraio. Il 31 dicembre 1893 si dimise definitivamente da sindaco, lasciando l'incarico a una serie di facenti funzioni che si succedettero per circa due anni prima della nomina regia del sindaco Angiolo Mascagni il 9 settembre 1885.
Morì ad Arezzo il 16 marzo 1886.